# Décès en novembre 1954
Décès
- 1950
- 1951
- 1952
- 1953
- 1954
- 1955
- 1956
- 1957
- 1958

Pour une information complémentaire, voir la page d'aide.

| Date        | Nom                 | Pays                   | Activités                  | Âge | Source |
| ----------- | ------------------- | ---------------------- | -------------------------- | --- | ------ |
| 30 novembre | Wilhelm Furtwängler | Drapeau de l'Allemagne | Chef d'orchestre allemand. | 68  |        |